# Práxeas
Práxeas fue un antiguo teólogo cristiano, creyente en la Unicidad de Dios, que predicó por Roma y Cartago. Para Práxeas, el único Dios es el Padre. "El Hijo —y, por lo mismo, el Espíritu Santo— no son más que nombres, formas de hablar con las que nos referimos a un único ser" («vox et sonus orís»: Adv. Praxeam, 7). 
Las obras de Práxeas fueron destruidas por la iglesia catolica romana, por lo que la información que actualmente tenemos sobre él proviene del teólogo Tertuliano (160-220 d.C.), quien escribió un tratado contra Práxeas: Adversus Praxean. En el tratado (compuesto probablemente hacia el 213 d.C.) se comprueba la postura de un Tertuliano ya montanista sobre Práxeas:
"Práxeas fue el primero que trajo de Asia a Roma este género de perversidad herética. Era hombre de carácter inquieto, hinchado por el orgullo de haber sido confesor, solo por algunos momentos de fastidio que padeció durante algunos días en la cárcel. En aquella ocasión, aun cuando «hubiese entregado su cuerpo al fuego, de nada le habría servido» (1 Cor. 13,3), porque no tenía caridad. Había resistido a los dones de Dios y los había destruido. El obispo de Roma había reconocido los dones proféticos de Montano, de Frisca y de Maximila. Con este reconocimiento había devuelto su paz a las iglesias de Asia y de Frigia, cuando Práxeas, urdiendo falsas acusaciones contra los mismos profetas y contra sus iglesias y recordándole la autoridad de los obispos que le habían precedido en la sede (de Roma), le obligó a revocar las cartas de paz que había expedido ya y le hizo renunciar a su propósito de reconocer los carismas. Práxeas, pues, prestó en Roma un doble servicio al demonio: echó afuera la profecía e introdujo la herejía; puso en fuga al Paráclito y crucificó al Padre" (c.1).  
Práxeas era, pues, como lo indican estas últimas palabras, un modalista o patripasiano, que identificaba al Padre con el Hijo. Según él, “el mismo Padre descendió a la Virgen, nació de ella, sufrió; Él fue en realidad Jesucristo” (1). Cuando su doctrina se propagó por Cartago, Tertuliano intentó refutarla con este tratado. 
Praxeas iba en contra de la trinidad dentro de una guerra eclesiástica, en una época en la que la trinidad se construye a base de la influencia de la filosofía griega.
El concilio de Nicea empleó un gran número de sus fórmulas. No es posible exagerar su influencia sobre tratados dogmáticos posteriores. Hipólito, Novaciano (cf. p.504 y 512), Dionisio de Alejandría y otros dependen de él. Agustín, en su magna obra De Trinitate, adoptó la analogía entre la Santísima Trinidad y las operaciones del alma humana que encontramos en el capítulo quinto del tratado de Tertuliano y consagró la mayor parte de los libros 8-15 a desarrollarla. 
Después del capítulo introductorio sobre Práxeas y sus enseñanzas, el autor se ocupa de la doctrina católica de la Trinidad, llamándola unas veces obra o dispensación divina (oikonomia, dispositio). A fin de descartar temores y prejuicios populares, establece un paralelo entre esta doctrina y la teoría del derecho romano que admitía varios imperatores, pero un solo imperium. 
El Estado es gobernado en virtud de un poder único e indiviso. Pero, como esta única autoridad no puede ejercer una actividad eficaz sobre un territorio tan vasto por medio de un solo individuo, el territorio fue dividido, pero no el poder. Cada emperador ejerce este poder único dentro del área a él señalada. De manera semejante, la monarquía divina sigue intacta en el dogma de la Iglesia.
Viene luego una discusión sobre la generación del Hijo, llamado también Verbo y Sabiduría de Dios. Se citan pasajes bíblicos para probar la pluralidad de las divinas personas. Se aduce el testimonio del evangelio de San Juan para refutar la interpretación herética que daba Práxeas sobre algunos pasajes de la Escritura. 
Finalmente, el autor trata del Espíritu Santo o Paráclito, en cuanto se distingue del Padre y del Hijo. Pero esto no es más que el esquema del tratado. En sus 31 capítulos, Tertuliano desarrolla completamente la doctrina de la Trinidad. Hay pasajes admirables, como el que sigue: "Son tres, pero no por la cualidad, sino por el orden; no por la substancia, sino por la forma; no por el poder, sino por el aspecto; pues los tres tienen una sola substancia, una sola naturaleza, un solo poder, porque no hay más que un solo Dios. Mas por razón de su rango, de su forma y de su aspecto, se les designa con los nombres Padre, Hijo y Espíritu Santo" (c.2). 
Demuestra Tertuliano que la relación que existe entre el Padre y el Hijo no destruye la monarquía divina, porque la diferencia no se funda en una división, sino en una distinción (c.9). 
Es el primer escritor latino que emplea trinitas como un término técnico (c.2ss).
Según el informe de Tertuliano, Práxeas vino del Asia Menor a Roma cerca del 190 y enseñó su doctrina allí.